# Mischocyttarus heliconius
Mischocyttarus heliconius är en getingart som beskrevs av Richards 1941. Mischocyttarus heliconius ingår i släktet Mischocyttarus och familjen getingar. Inga underarter finns listade i Catalogue of Life.